# Градское
Градское (укр. Градське) — село, Боромлянская сельская община, Ахтырский район, Сумская область, Украина.
Код КОАТУУ — 5925081603. Население по переписи 2001 года составляло 25 человек .

## Географическое положение
Село Градское находится на расстоянии в 1 км от села Братское. По селу протекает пересыхающий ручей с запрудой. Рядом проходит автомобильная дорога Н-12.